# Stornara
Stornara là một đô thị thuộc tỉnh Foggia trong vùng Puglia.
Đô thị Stornara giáp với các đô thị sau: Cerignola, Orta Nova, Stornarella.
Đô thị Stornara có diện tích 47 km2, dân số thời điểm 31 tháng 12 năm 2004 là 4739 người.